# Claudio Borghi (Politiker)

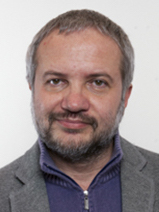
Claudio Borghi, 2018

Claudio Borghi (* 6. Juni 1970 in Mailand) ist ein italienischer Politiker der Partei Lega Nord, deren Wirtschaftssprecher und Ökonom. Vor seiner Zeit als Politiker war er hoher Banker der Deutschen Bank, Honorarprofessor an verschiedenen Hochschulen Italiens, Journalist, Politikberater und Lobbyist.
Seine Bücher tragen den Autorennamen Claudio Borghi Aquilini (dt.: Adler).

## Studium
Er studierte Wirtschaftswissenschaft und Volkswirtschaft mit Schwerpunkt Finanzmarkt an der Katholischen Universität vom Heiligen Herzen in Mailand. Schon während seines Studiums hatte er sich inner- und außerhalb der Universität einen Namen gemacht. So war er Stipendiengewinner der italienischen Börse, erhielt eine hohe Auszeichnung der italienischen Vereinigung der Finanzanalysten, deren ordentliches er heute ist, und gewann den Agostino-Gemelli-Preis als bester Absolvent des Abschlussjahres seines Studiengangs.
Als Werkstudent begann er früh an seiner späteren Karriere zu arbeiten. Schon im ersten Studienjahr arbeitete er in einer lokalen Mailänder Börsenmakler-Kanzlei, später an der Mailänder Börse und anderen Börsenplätzen und verschiedenen Regional- und Großbanken (u. a. Deutsche Bank).

## Finanzmarkt
Kurz vor Ende seines Studiums kehrte er in den Dienst der Deutschen Bank zurück, wo er bereits eine kurze Zwischenstation als Werkstudent eingelegt hatte und bekam dort, im Alter von 24 Jahren, die Leitung des "Italian Equity Business" anvertraut. Nach zwei Jahren wechselte er zur Investmentbank Merrill Lynch und wurde dort Direktor für den nationalen Börsenhandel in Italien. Im Jahr 2006 zieht es ihn erneut zur Deutsche Bank. Er ist dort mit 35 Jahren als Direktor für das gesamte Italiengeschäft der Bank nun in der höchsten, außerhalb von Deutschland zu erreichenden Managementebene der Bank angekommen. Dort beendet er nach nur drei Jahren seine operative Karriere im Investmentbanking um sich der Familie, der Lehre sowie politischen und journalistischen Tätigkeiten zu widmen.

## Forschung und Lehre
Als Universitätsdozent lehrte er nach seinem Karriereende in der Finanzbranche acht Jahre an der Università Cattolica del Sacro Cuore in Mailand am Lehrstuhl Economics of Financial Intermediaries (Volkswirtschaft mit Schwerpunkt Finanzintermediäre) und forschte vor allem in den Bereichen der Ökonomie von Kreditunternehmen und der Ökonomie im Kunstmarkt. Zum Thema Wirtschaft der Kunst veröffentlichte er das Buch Investire nell'Arte. Er unterrichtete in diesem Metier auch Meisterkurse an der Libera Università Internazionale degli Studi Sociali in Rom und am Istituto Europeo di Design, der Europäischen Designschule, in Venedig.

## Journalismus und politische Beraterschaft
Ab 2010 arbeitete er als unabhängiger Journalist in den Bereichen des Werbejournalismus sowie des internationalen Kunstmarkts und ist bis heute Wirtschaftskolumnist der Tageszeitung Il Giornale. Darüber hinaus ist die Grenze zur wissenschaftlichen Autorenschaft in Hunderten von Editorials und Kommentaren von verschiedenen Fachzeitschriften fließend.
Er gehörte ab August 2011 zu den ersten, die den Schaden, den der Euro seines Erachtens der italienischen Volkswirtschaft zufügt aufzeigte. Im März 2012 veröffentlichte er eine eingehende Analyse für den italienischen Verband der Finanzanalysten zur Unterstützung des Austritts Italiens aus dem Euro. Im Januar 2013 präsentierte er in Brüssel (der einzige Italiener) zusammen mit Ökonomen aus verschiedenen europäischen Ländern das Europäische Solidaritätsmanifest, eines der ersten öffentlichen Vorschläge zur kontrollierten Segmentierung der Eurozone.
Ab 2013 arbeitete zudem als Berater für wirtschaftliche Fragen mit Matteo Salvini und der Lega Nord zusammen. Er schrieb 2014 im Auftrag der Partei das Handbuch Basta Euro, das in einer Auflage von mehreren Hunderttausend Exemplaren Verbreitung fand.

## Politik

### Partei
Im Oktober 2014 wurde er in den Parteivorstand der Lega Nord gewählt und nimmt dort die Position des Chefökonomen ein. Er beendete unmittelbar nach seiner Wahl – um Interessenskonflikte zu vermeiden – seine Lehrtätigkeit an allen (Hoch)schulen des Landes.
Als streitbarer Talkgast gehört er mittlerweile zu den häufigsten Diskussionsteilnehmern der Politrunden aller großen italienischen TV-Kanäle, nicht nur, wenn diese sich um fiskal- oder geldpolitische Themen (Eurokrise u. a.) drehen.

### Europawahlen 2014
Anlässlich der Europawahl 2014 trat er in einem toskanischen Wahlkreis an, konnte den Sprung ins Europäische Parlament aber nicht schaffen. 

### Regionalratswahl 2015
In den Regionalratswahlen 2015, erlangte er auf der gemeinsamen Liste von Lega Nord und Fratelli d’Italia ein Regionalratsmandat der Region Toskana. Er war außerdem Kandidat für die Präsidentschaft der Toskana, unterlag aber in der Parlamentsabstimmung am 30. Juni 2015 knapp Enrico Rossi, wurde aber als Zweitplatzierter Oppositionsführer im Regionalrat. 
2016 war er stellvertretender Vorsitzender der Untersuchungskommission Banca Monte dei Paschi di Siena. 

### Kommunalwahlen 2017
Bei den Kommunalwahlen vom Juni 2017 wurde er in den Stadtrat von Como gewählt. In der Sitzung vom 11. April 2018 gab er seinen Rücktritt bekannt, sein Mandat übernahm Roberto Biasci.

### Nationale Parlamentswahl 2018
Bei der Wahl des nationalen Parlaments in Rom gewann er ein Abgeordnetenmandat für die Lega Nord. In den Koalitionsverhandlungen zwischen der 5-Sterne-Bewegung und Lega Nord gehörte der Expertengruppe Wirtschaft an. In der darauffolgenden Phase der Regierungsbildung Contes trat er als scharfer Kritiker des Staatspräsidenten Sergio Mattarella auf, der die Kabinettsverteilung wegen der Vorschlags von Paolo Savona ablehnte. Der Ökonom, der nach dem Willen der Regierung Wirtschaftsminister werden sollte, hatte sich in der Vergangenheit, ähnlich wie Borghi, für einen Euroaustritt Italiens starkgemacht. Nach seiner Ablehnung durch Mattarelle geißelte Borghi dessen Präsidialpolitik als "Verletzung von Bürgerrechten", da hier "ein Bürger aufgrund seiner Meinung nicht [entsprechender] Minister werden könnte".

## Sonstiges
Im Jahr 2014 zahlte er eine gegen ihn verhängte Geldstrafe in Höhe von 15.000 Euro wegen „Unregelmäßigkeiten und Mängeln bei der Auszahlung und Kontrolle von Krediten“. Die Ordnungswidrigkeit wurde 2013 als Mitglied des Board of Directors der Banca Arner begangen. Am 9. Oktober 2018 lehnte die zivile Abteilung des Obersten Gerichtshofs, die von Borghi eingelegte Berufung ab. 
2018 wurde bekannt, dass er den Ermittlungsbehörden bei der Aufdeckung sowie der Festnahme einer Bande von Fälschern von Kunstwerken beigetragen hat.

## Werke
- Claudio Borghi Aquilini: Investire nell'Arte. Sperling & Kupfer, 2013, ISBN 978-88-200-5409-0.